# Iglesia de Santa Eulalia (La Loma)
La iglesia de Santa Eulalia o Santa Olalla, en La Loma, en el municipio de Valdeolea (Cantabria, España), fue declarada Bien de Interés Cultural en el año 1993. Se encuentra en un alto, antes de entrar en el pueblo de La Loma; puede llegarse, por carretera, bien desde Matamorosa, bien desde la capital municipal.

## Datación
Se trata de una iglesia que fue consagrada en el año 1174, según una fecha descubierta sobre la puerta de la sacristía, aunque fue muy reformada con posterioridad. La fábrica actual parece que es de principios del siglo XIII, mientras que las pinturas murales son del siglo XV. El estilo es gótico.

## Descripción
Es una iglesia sencilla, de carácter rural, de una sola nave rematada por un ábside rectangular. En el exterior, pueden apreciarse canecillos grandes sosteniendo la cornisa, de los cuales algunos son figurados. En el interior, la parte más antigua es el ábside, que se cubre con bóveda de cañón apuntado. El arco triunfal carece de columnas.
Lo más destacado de esta iglesia son sus pinturas murales góticas que cubren el enyesado de la bóveda y paredes del ábside, habiendo también pinturas ocultas en las enjutas y muros laterales del arco triunfal. Junto con las cercanas de Mata de Hoz y Las Henestrosas, forman el grupo más destacado de pintura gótica de Cantabria, siendo las más completas estas de Santa Olalla. A partir de los datos recabados en Valberzoso (Palencia) se han datado de finales del siglo XV. Los temas tratados son escenas de la vida de Santa Olalla, así como la Pasión, Muerte y Resurrección de Jesucristo, incluido el descenso a los Infiernos o Anástasis. Además, están representados Santiago y San Miguel Arcángel con el demonio. Destaca la representación de la Última Cena, que recorre el muro izquierdo del ábside. Su estilo es gótico lineal, rápido, sin individualizar los personajes, que tienen rostros muy parecidos. Recuerda a pintores del gótico tardío, como Juan de Flandes o Fernando Gallego.
A su autor, anónimo, se le conoce como "maestro de San Felices", por haberse identificado por primera vez en relación con la ermita de San Felices de Castillería (Palencia). La firma, que aparece en la escena de Santiago Matamoros, es ilegible. Se le atribuyen varias de las pinturas de la zona, por tener un mismo estilo gótico lineal: se usa la técnica de fresco seco y los mismos pigmentos, hay escasa perspectiva, las escenas se enmarcan con gruesas líneas grises, ocres y blancas como si fuera un retablo o un tebeo. A este maestro de San Felices se le atribuyen las pinturas de Valberzoso, San Cebrián de Mudá y San Felices de Castillería en Palencia, así como las de Mata de Hoz y Las Henestrosas en Valdeolea.